# El Dorado (Le Scimmie)
El Dorado o Eldorado è il primo album in studio del gruppo hip hop Le Scimmie, composto da Vale Lambo e Lele Blade. L'album è stato pubblicato il 30 settembre 2016 dalla Dogozilla Empire e dalla Universal. L'album è stato mixato e masterizzato interamente da Don Joe.
Il 5 maggio 2017 esce invece la versione deluxe, El Dorado Deluxe Edition.

## Descrizione
Gli ospiti sono tutti volti noti della scena rap, passando dai più esperti Jake La Furia, Ntò e Clementino, fino agli allora emergenti Izi e Vegas Jones.
Yung Snapp si è occupato della produzione di tutti i beats, donando ai brani un'atmosfera tipica del cloud rap. Tutte le tracce (eccetto le strofe di Jake La Furia, Izi e Vegas Jones) sono cantate in napoletano.

## Tracce
Crediti adattati dal libretto del CD. 

Testi di Valerio Apice e Alessandro Arena, eccetto dove indicato, musiche di Antonio Lago.
1. Pront chi sij? – 4:11
2. Eldorado (feat. Jake La Furia) – 5:55 (testo: Valerio Apice, Alessandro Arena, Francesco Vigorelli – musica: Antonio Lago)
3. M.O.E.T – 4:16
4. We we (feat. Izi) – 4:53 (testo: Valerio Apice, Alessandro Arena, Diego Germini – musica: Antonio Lago)
5. Nun ce ne sta pe nisciun – 4:23
6. Pienzec buon (by Lele Blade) – 3:53 (testo: Alessandro Arena – musica: Antonio Lago)
7. Maradona (by Vale Lambo) – 4:20 (testo: Valerio Apice – musica: Antonio Lago)
8. Mia (feat. Ntò) – 5:48 (testo: Valerio Apice, Alessandro Arena, Antonio Riccardi – musica: Antonio Lago)
9. Lady Gaga (feat. Vegas Jones) – 4:14 (testo: Valerio Apice, Alessandro Arena, Matteo Privitera – musica: Antonio Lago)
10. Famm sta tranquill (feat. Clementino) – 4:55 (testo: Valerio Apice, Alessandro Arena, Clemente Maccaro – musica: Antonio Lago)
11. Salutam e guagliun – 4:32

Deluxe edition (tracce bonus)
1. Toki – 3:18
2. Figaro – 2:33
3. Nomea – 3:49
4. Bla bla – 3:09

### Curiosità
- La traccia Famm sta tranquill con Clementino è un remix dell'omonima traccia de Le Scimmie. La versione originale è stata quindi scartata.
- Esiste invece un altro remix, quello di Salutam e guagliun con Rocco Hunt. Al contrario di Famm sta tranquill, a questo brano è stata preferita la versione originale, escludendo così il remix.
- Verso la fine del brano Famm sta tranquill si può udire la voce del produttore Yung Snapp che recita un verso del ritornello, cantato originalmente da Lele Blade.

## Formazione
Crediti adattati dal libretto del CD. 

Musicisti
- Vale Lambo – voce
- Lele Blade – voce
- Jake La Furia – voce aggiuntiva (traccia 2)
- Izi – voce aggiuntiva (traccia 4)
- Ntò – voce aggiuntiva (traccia 8)
- Vegas Jones – voce aggiuntiva (traccia 9)
- Clementino – voce aggiuntiva (traccia 10)

Produzione
- Yung Snapp – produzione
- Don Joe – registrazione, missaggio e mastering
- Vinz Turner – registrazione, missaggio e mastering (tracce della deluxe edition)

## Classifiche
| Classifica (2017) | Posizione massima |
| ----------------- | ----------------- |
| Italia            | 53                |